# 1300'erne
Århundreder: 13. århundrede – 14. århundrede – 15. århundrede
Årtier: 1250'erne 1260'erne 1270'erne 1280'erne 1290'erne – 1300'erne – 1310'erne 1320'erne 1330'erne 1340'erne 1350'erne
År: 1300 1301 1302 1303 1304 1305 1306 1307 1308 1309

## Begivenheder
- Jagtridning blev en sport, der udvikledes som tidsfordriv blandt samfundets elite. Ekspertise i kunsten at jage blev begtragtet som en væsentlig del af det sociale liv og blev også anvendt som træning til krig og riddervæsen.